# لرد کیوان
لَرد کیوان از جمله محلات قدیمی یزد است. این محله از شمال محله باغ گندم، از جنوب به محله شاه طهماسب ، از شرق به محله‌های دروازه شاهی ولب خندق، و از غرب به محله ابوالمعالی منتهی می‌شوند.

## ریشه نام
معنای لرد محوطه‌ای است که اجناس مصرفی مردم مانند هیزم و میوه در آن ریخته می شده‌است و به میدان شباهت دارد. در یزد 8 لرد دیگر جز لرد کیوان وجود دارد.

## پیشینه
تخمین زده می‌شود زمان احداث این محله قرن هشتم هجری باشد. اخیراً ساکنین این محله اقدام به تخریب آن و ایجاد پارکینگ کرده‌اند.

## آثار تاریخی
از آثار تاریخی محله لرد کیوان میتوان به موارد زیر اشاره کرد
- آب‌انبار لرد کیوان
- محل لرد کیوان
- کاروانسرای لردکیوان